# Jean de Vaugirault
Jean VI de Vaugirauld, (né à Longué le 21 novembre 1680 et mort à Angers le 21 juin 1758), est un évêque d'Angers de 1731 à 1758. Pasteur zélé, il multiplia les visites pastorales et les initiatives missionnaires, dévotionnelles et caritatives, faisant de son épiscopat le couronnement de la réforme catholique dans son diocèse.

## Biographie
Jean de Vaugirauld est originaire du diocèse même d'Angers : la famille de Vaugiraud (ailleurs Vaugirauld, ou Vaugirault) famille de noblesse ancienne d'extraction angevine (la terre du Vaugirault se situe sur la Loire, au Mesnil-en-Vallée et un Vaugirault fut écuyer du « bon roi René » au XVe siècle) et d'implantation postérieure en Bas-Poitou. 
Formé au collège des Oratoriens d'Angers, sa vocation est soutenue par son oncle, Jacques de Vaugirauld, doyen du chapitre cathédral de Saint-Maurice-d'Angers. Il fut successivement curé (à Saint-Martin de Beaupréau de 1705 à 1709) puis chanoine de la cathédrale et vicaire général de l'évêque Michel Poncet de La Rivière.  
Proposé pour le siège épiscopal de Montauban, il refuse, ne consentant à l'épiscopat que pour sa ville d'Angers. Désigné pour cette charge en 1731, il s'y manifestera un pasteur zélé, qui observe la résidence dans son diocèse - il ne s'en absentera qu'une fois en 1742 pour l'assemblée du clergé de France - et en exécute quatre fois la visite pastorale complète. 
Il consacre son pontificat à la promotion de la dévotion et de la vie intérieure des fidèles (les expressions de « vraie dévotion » et de « culte intérieur » reviennent avec constance dans ses propos), spécialement des petits, des pauvres et des enfants, fondant ou promouvant des sociétés pieuses, faisant prêcher des retraites et des missions. Outre les congrégations spécialisées (il institue la confrérie des artisans), il envoie les chanoines de la cathédrale eux-mêmes prêcher en tous lieux du diocèse. 
C'est encore lui qui implante dans le diocèse d'Angers les Frères des Écoles chrétiennes. Il poursuit la politique anti-janséniste de ses prédécesseurs, faisant tenir des synodes, tenir puis publier et diffuser largement des conférences ecclésiastiques en plusieurs dizaines de volumes pour la formation du clergé. En faveur de ce dernier, il fonde aussi le séminaire Saint-Charles pour l'entretien des prêtres pauvres et âgés. On lui doit un rituel et un manuel pour chanter les offices (1735), un bréviaire et un missel en 1737 : les chants de l'office sacré représentent selon lui « en quelque façon le bonheur des saints dans le ciel (…) et permettent de s'associer aux fonctions des anges. »
La cathédrale d'Angers doit à sa commande en 1755 son majestueux maître-autel en marbre rouge de Laval, inspiré des volumes du baldaquin vatican du Bernin. Il fait encore construire d'autres autels et ornements dans la cathédrale, ainsi que la chapelle du séminaire Saint-Charles (ses armoiries sont encore apparentes sur le mur de l'ancien séminaire, face à l'actuel musée). Son épiscopat marque l'apogée de la réforme catholique dans le diocèse d'Angers. Il laissera ses biens en legs aux hôpitaux, et à la postérité le souvenir de son énergique douceur, de sa fervente piété eucharistique et de la sainteté de sa vie. Le chapitre de la cathédrale d'Angers décida de lui élever un mausolée en 1759.
Le curé de saint Pierre à Beaufort écrira à propos des cérémonies de ses funérailles : « il ne nous restera que le souvenir terrestre de sa sainteté ; et l'on vit plus de peuple, pendant qu'il fut exposé à la vénération publique, aller lui demander ses suffrages et le prier d'intercéder pour eux, que prier pour lui, tant la sainteté de sa vie étoit connue. »